# Caza de brujas en Tarrasa
La Caza de brujas en Tarrasa (1615-1619) es el proceso durante el cual seis mujeres de la ciudad de Tarrasa,  fueron acusadas de brujería y sentenciadas a muerte el 27 de octubre de 1619.
El proceso fue reproducido por Francesc Maspons Labrós en la revista Lo Gay Saber del año 1880, en un artículo titulado Les Bruixas.

## Origen de la caza
El año del ajusticiamiento de las brujas de Tarrasa, Cataluña sufre una situación social complicada con profundas contradicciones sociales donde la gente se ve sometida a la pobreza y la arbitrariedad del poder. En este contexto político y gracias a la evolución ideológica de la Iglesia, que deja de considerar la creencia en los fenómenos sobrenaturales como un síntoma de herejía, tanto las condiciones climáticas extremas -sequías y heladas- como la muerte de los niños o los animales son atribuidas a la acción de las brujas. 
A pesar de que en España la caza de brujas dejó un número de víctimas inferior a la media europea, según Baltasar Ragon, ya a principios del siglo XVII muchos vecinos de la villa de Tarrasa estaban trastornados porque se creían cercados por brujas.
Durante estos años, y según dicen las leyendas locales, grupos de mujeres egarenses se encuentran con el diablo en el bosque de Can Palet de la Cuadra. En estos encuentros las supuestas brujas se abandonan a un baile frenético y pierden el control de sí mismas, entregándose al diablo en una orgía abominable. 
Algunos historiadores señalan que estas reuniones de mujeres, en caso de haberse producido, podrían haber tenido un fuerte componente práctico, encaminado a resolver problemas habituales de la vida cotidiana o temas relacionados con la salud, puesto que determinados conocimientos y prácticas, especialmente las relacionadas con la sexualidad o la biología femenina habían quedado marginadas por la medicina oficial que era ejercida casi exclusivamente por hombres.

## Historia

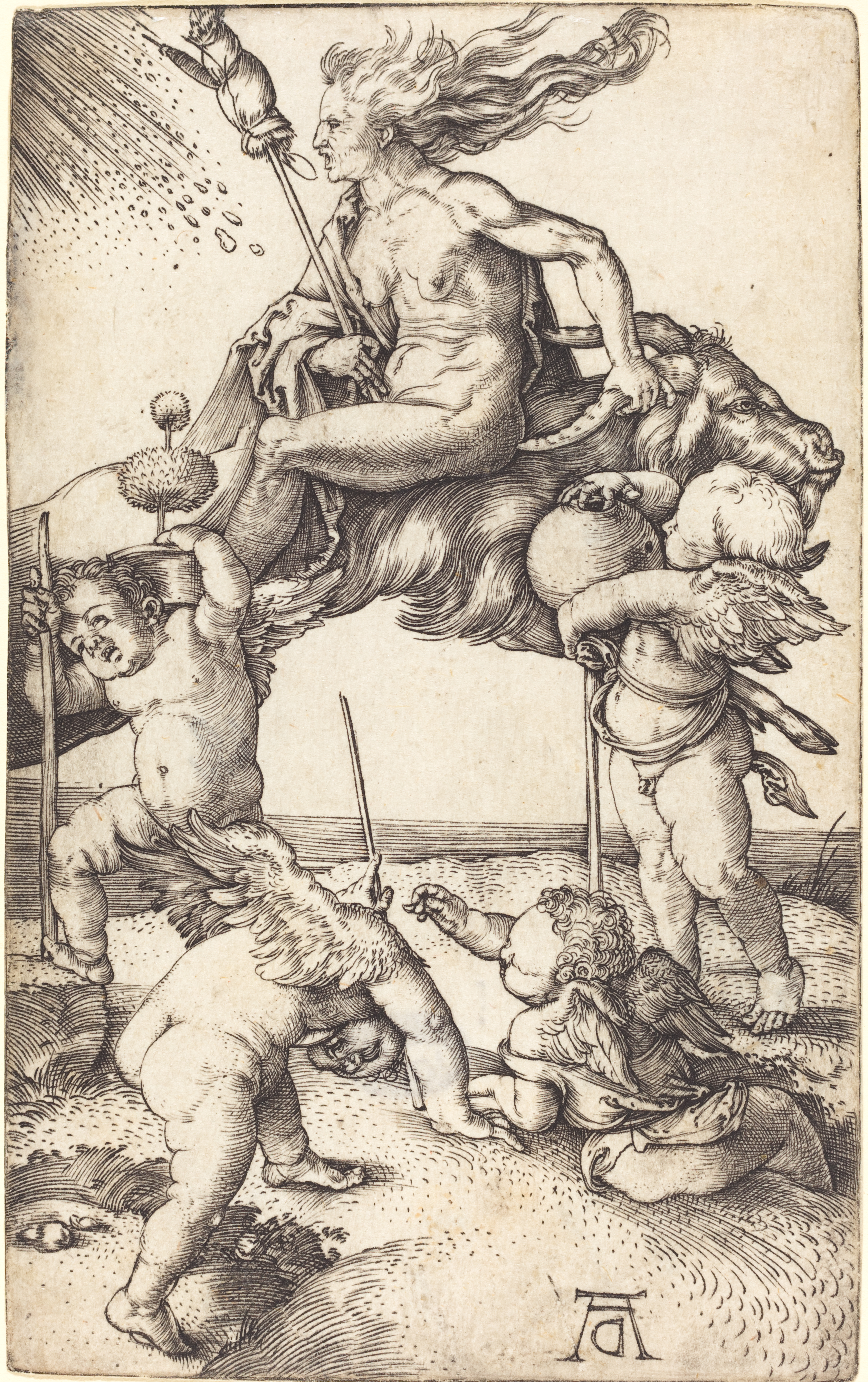
La Bruja, grabado del pintor alemán renacentista Alberto Durero.

En este clima de histeria, en 1615 Joana Ferré es acusada en Tarrasa, junto con otras diez mujeres,  de brujería. El 2 de julio de 1615, el Santo Oficio de Barcelona pide a las autoridades egarenses el traslado de las encausadas a la capital catalana. De estas once mujeres sólo tres son encarceladas: Margarita Cotilla, Micaela Casanovas "Esclopera" y Guillermina Font "Miramunda". El resto, al ser liberadas vuelven a Tarrasa o huyen a otras ciudades. Las que son liberadas, sin embargo, continúan siendo consideradas sospechosas de brujería por los vecinos de Tarrasa, que empiezan a asediarlas llegando, incluso, a apedrearlas públicamente y acusarlas de prostitución. 
Ante el clima de hostilidad que se vive en la villa, el 26 de diciembre de 1618, el ayuntamiento de Tarrasa pide la presencia del cazador de brujas Joan Font, de Sellent acordando que los gastos que acarreen los procesos se pagarán con las arcas de la Vila. Con su ayuda, el 23 de mayo del año siguiente, un tribunal civil formado por el alcalde de Tarrasa y sus colaboradores detienen y condenan a seis mujeres, algunas de las cuales ya habían sido liberadas por la Inquisición pocos años antes: Margarita Cotilla, Joana de Toy, Joana Sabina, Micaela Casanovas, Eulàlia Totxa y Guillermina Font, "Miramunda.".
La primera encarcelada sometida a tormento fue Margarita Cotilla, a quien su propio hermano acusa de haber embrujado a su esposa para que no pueda tener hijos. Con una confesión obtenida bajo tortura, Margarita Cotilla menciona el nombre de Joana de Toy. Con ayuda de otras confesiones voluntarias y acusaciones de aldeanos, se procede a detener y torturar al resto de mujeres. 
Las acusadas son encarceladas en el Castillo de Tarrasa y sometidas a sesiones de tortura que duran el tiempo que se tarda en rezar un padrenuestro. Debido a la imposibilidad de repetir un juicio por parte del Tribunal de la Inquisición, las encarceladas permanecen en la Torre del Palacio a la espera de un juicio civil. Finalmente, una vez juzgadas y habiéndose leído de manera pública su condena, las mujeres son colgadas en la Piedra Blanca, cerca del puente de las Eimerigues, el 27 de octubre de 1619.

## El proceso
Fueron sorprendentes las primeras declaraciones tomadas a los acusadores y testigos. En una de ellas el mismo hermano de Margarida Tafanera aseguraba que su hermana era una auténtica bruja diciendo que hacía tiempo que tenía a su mujer tanto como a él mismo hechizados para que no pudieran tener hijos y así poder quedarse con todos sus bienes. Otro vecino, Antoni Ubres, dijo que las mujeres se reunían los jueves por la noche junto a un viejo pino de la finca de la masía de Can Palet de la Cuadra donde las esperaba el Diablo sentado en una silla vestido con un traje de terciopelo rojo. Una tras otra se acercaban a besarle la mano. Luego de que el mismo Satanás sirviera una siniestra cena empezaba a tocar la flauta cayendo después en una escandalosa orgía.
A esta misma y a otras se las acusa de sacrificar animales, embrujar a personas, hacer granizar así como de asesinar y muchas fechorías más. 
Joan Font que era el nuncio de Sallent, y el encargado de viajar por Cataluña reconociendo a las brujas, aseguró delante del alcalde y los consejeros de Tarrasa, que a Joana Toy y Margarida Tafanera, después de haber lavado sus espaldas con agua bendita, les encontró la señal con que el diablo marcaba a las brujas. En su declaración, Margarida Tafanera confesó que era bruja (probablemente después de ser torturada), que le enseñó el oficio una francesa llamada Joana Ferres, y que se reunieron con frecuencia en casa de Joana Toy. Explicó también que se frotaban las axilas, como otras partes del cuerpo y salían volando por los aires para reunirse en el lugar, debajo de un pino, con el demonio que solía aparecer con el aspecto de un hombre joven  muy guapo, que solía llevar un vestido rojo, tocaba el Flabiol y normalmente la reunión acababa en orgía.
Al interrogar a Joana Toy esta confesó que era francesa, de la localidad de Aux, y que era hermana de Joan de la Boqueria. No obstante negó que fuera bruja, o que conociera al resto de mujeres presas. Cerrándose en banda en una completa negativa, fue sentenciada a torturas esperando que confesara. Después de las torturas, Joana Toy confirmó la declaración de Margarida Tafanera, y añadió que una francesa llamada Perona, que vivía en Martorell, le había enseñado el oficio.
Margarida Tafanera negó todas las acusaciones, por lo cual recayó sobre ella la pena de tormento. Aun así, dijo no saber nada de lo que la acusaban y en la segunda exhortación del juez, dijo: "Matadme, que bien tendréis que rendir cuentas a Dios.

## Ejecución de las presuntas brujas
Margarida Tafanera, Eulalia Totxa, Joana Sabina, Guillermina Font, alias Miramunda y Miquela Casanovas, alias Esclopera, fueron colgadas el 27 de octubre de 1619 en un lugar llamado piedra blanca, cerca del puente de los ferrocarriles de las Aimerigues. Sin embargo, se desconoce a día de hoy lo que pasó con Joana Toy.